# Bandeira de Descalvado
A bandeira de Descalvado, juntamente com o brasão e hino, constituem os símbolos do município de Descalvado. A bandeira descalvadense é retangular e dividida em duas faixas verticais, uma branca com bordadura azul tendo ao centro o brasão de armas, e outra amarela, com cinco flores de lis azuis, postas em sautor. Possui as proporções de 7:10 (altura:comprimento), as mesmas da bandeira nacional. 
Idealizada por Lauro Ribeiro Escobar do Conselho Estadual de Honrarias e Mérito, a bandeira foi instituída em 30 de julho de 1974 pelo prefeito Tomás Vita através da lei municipal nº 233 de 30/07/1974.

## Significado
A cor azul da bandeira representa a busca constante pelo progresso do município, simbolizando a justiça, formosura, doçura, nobreza, recreação, vigilância, serenidade, constância, firmeza incorruptível, dignidade, zelo e lealdade. Já a cor ouro (amarela) representa a riqueza, o esplendor, a glória, a nobreza, o poder, a força, a fé, a prosperidade, a soberania e o mando. 
A flor de liz, símbolo de Nossa Senhora, homenageia a padroeira do município, Nossa Senhora do Belém, e remete ao antigo topônimo, Nossa Senhora do Belém do Descalvado.